# Dickschnabelpinguin
Der Dickschnabelpinguin oder Fiordlandpinguin (Eudyptes pachyrhynchus) ist eine Pinguin-Art, die im südlichen Neuseeland und den vorgelagerten Inseln zu finden ist. Er zählt zu der Gattung der Schopfpinguine.
Der Dickschnabelpinguin gehört gemeinsam mit dem Galápagos-Pinguin und dem Gelbaugenpinguin zu den seltensten Pinguinarten und wird von der IUCN derzeit als gefährdet (vulnerable) eingestuft.

## Aussehen
Der Dickschnabelpinguin erreicht eine Körperlänge von bis zu 55 Zentimeter. Das Gewicht variiert beträchtlich innerhalb eines Jahres und ist außerdem vom Geschlecht beeinflusst. Männchen wiegen zwischen 3 und knapp 5 Kilogramm, Weibchen dagegen haben eine Gewichtsspanne von 2,5 bis 4,8 Kilogramm. Das geringste Gewicht weisen sie nach und das höchste Gewicht vor der Mauser. Der Sexualdimorphismus ist nicht sehr ausgeprägt, Weibchen sind lediglich grundsätzlich etwas kleiner und haben einen etwas weniger kräftigen Schnabel. Bei Paaren lässt sich auf Grund des Größenunterschieds in der Regel das Geschlecht bestimmen. Noch nicht geschlechtsreife Vögel mit einem Lebensalter von einem bis zwei Jahren lassen sich durch ihr Erscheinungsbild kaum von den geschlechtsreifen unterscheiden.
Adulte Vögel haben einen schwarzen Kopf, schwarze Wangen, ein schwarzes Kinn. Auch der obere Bereich der Kehle ist schwarz. Von anderen Schopfpinguinen unterscheidet sich der Dickschnabelpinguin durch die drei bis sechs weißen Streifen auf seiner Wange und die blassgelben bis schwefelgelben Federn, die sich vom Schnabel bis zum Scheitel ziehen. Am Hinterkopf haben diese Federn eine Länge von etwas weniger als fünf Zentimeter. Der Oberkörper ist blauschwarz. Unmittelbar vor der Mauser wirkt das Gefieder allerdings etwas blasser und bräunlicher. Die Körperunterseite ist weißlich. Eine scharfe, gerade Linie trennt die schwarze Kehle von der Körperunterseite.
Verwechslungsmöglichkeiten bestehen mit den anderen Arten der Schopfpinguine. Große Ähnlichkeit besteht vor allem mit dem Snaresinselpinguin. Noch nicht geschlechtsreife Dickschnabelpinguine können mit noch nicht geschlechtsreifen Felsenpinguinen verwechselt werden. Dem Snaresinselpinguin fehlen allerdings die weißen Wangenstreifen und er hat einen längeren Schnabel. Junge Felsenpinguine haben einen noch nicht scharf abgegrenzten Überaugenstreifen, der deutlich weiter hinten als beim Dickschnabelpinguin ansetzt.

## Verbreitungsgebiet

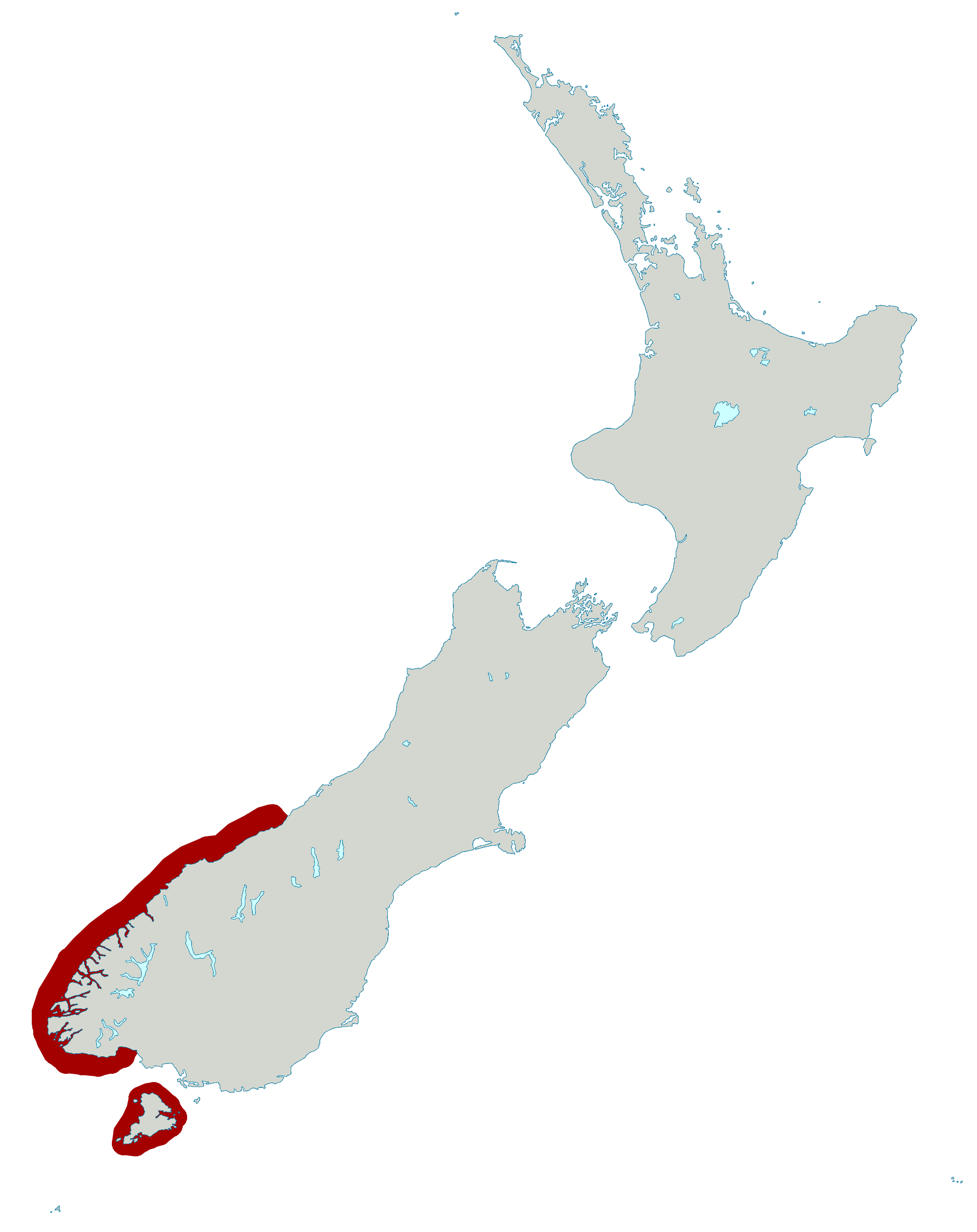
Brutareal des Dickschnabelpinguins

Der Dickschnabelpinguin brütet ausschließlich auf Neuseeland. Brutkolonien sind an der westlichen und südwestlichen Küsten der Südinsel sowie auf einigen Inseln vor der Küste. Zu den wichtigsten zählt die Stewart Island, eine 30 Kilometer vor der Südinsel liegende, große Insel sowie die Solander Islands. Die Brutgebiete liegen in Regenwäldern der gemäßigten Breiten an Fjorden, Buchten und Halbinseln. Brutkolonien finden sich typischerweise an steilen Hängen, die dicht mit Kletterpflanzen und Farnen, Moosen und Lebermoosen bewachsen sind. Sie finden sich aber auch felsigeren Küstenabschnitten, wo sie in Felshöhlen, Geröllhängen und unter Felsüberhängen brüten.
Das Verbreitungsgebiet außerhalb der Fortpflanzungszeit ist bislang noch nicht hinreichend untersucht. Gesichert ist lediglich, dass Dickschnabelpinguine im Zeitraum von März bis Juni nicht in der Nähe ihrer Brutkolonien aufhalten. Irrgäste werden auch an anderen Küstenabschnitten Neuseelands sowie an der Australischen Küste beobachtet.

## Nahrung und Nahrungserwerb
Dickschnabelpinguine leben überwiegend von Kopffüßern, Krustentieren und Fischen. Wie die Daten von GPS-Trackern zeigen, mit denen Wissenschaftler 17 ausgewachsene Tiere versehen haben, legen sie auf dem Weg von ihrem Nist- zum Futterplatz weite Entfernungen zurück. Eine Region, in der sie ihre Nahrung fingen, liegt rund 800 Kilometer südlich von Tasmanien, eine andere im subantarktischen Meer südlich des tasmanischen Futterplatzes. Die Tiere entfernen sich dabei bis zu 2500 km von ihrem Nistplatz.

## Brutverhalten
Das Balzverhalten der Dickschnabelpinguine zeigt sehr viel Ähnlichkeit mit dem Verhalten anderer Schopfpinguine. Allerdings zeigt der Dickschnabelpinguin grundsätzlich eine weniger soziale Lebensweise als andere Vertreter dieser Gattung. Zu den aggressiven Gesten innerhalb der Art gehört ein Schnabeldrohen mit geöffnetem Schnabel. Dickschnabelpinguine ergreifen in direkten Auseinandersetzungen sich auch gegenseitig bei den Schnäbeln. Dieses Verhalten ist besonders bei solchen Pinguinen zu beobachten, die nebeneinander liegende Niststandorte besetzt haben. Dickschnabelpinguine versuchen gelegentlich, sich auch am Nacken zu greifen, oder schlagen mit den zu Flossen umgeformten Flügeln. Gelegentlich heben sie auch ihre Flossen, beugen sich nach vorne und gehen einige Schritte in Richtung ihres Gegners. Dabei rufen sie laut.
Dickschnabelpinguine suchen ihr Brutgebiet zwischen Juni und Juli auf. Die Brutkolonien sind grundsätzlich klein, sie nisten gelegentlich sogar einzeln. Die Nester stehen typischerweise zwei bis drei Meter auseinander. Durch die dichte Vegetation, zwischen der Dickschnabelpinguine brüten, sind die Nester gewöhnlich optisch voneinander isoliert. Das Nest besteht aus einer flachen Mulde mit einem Durchmesser von 30 Zentimeter. Die Mulde ist gelegentlich mit Farnblättern sowie Blättern anderer Pflanzen, kleinen Stöckchen oder Steinen ausgelegt. Häufig befindet es sich an oder sogar unter einer Baumwurzel, zwischen Felsen oder in kleinen Höhlungen.
Das Gelege besteht aus zwei Eiern, die gewöhnlich im Zeitraum Juli bis August gelegt werden. Der Legeabstand zwischen den Eiern beträgt gewöhnlich 4 Tage. Das erste Ei ist gewöhnlich etwas leichter und wiegt 99 bis 100 Gramm. Das zweite Ei hat ein Gewicht zwischen 116 und 120 Gramm. An der Bebrütung der Eier sind beide Elternvögel beteiligt. Die Brutzeit von insgesamt 30 bis 36 Tage lässt sich in drei Phasen unterteilen. Während der ersten fünf bis zehn Tage teilen sich die beiden Elternvögel. Während der zweiten Phase von 13 Tagen brütet ausschließlich das Männchen. Die dritte Phase, die gleichfalls dreizehn Tage währt, wird das Ei nur vom Weibchen bebrütet. Das frisch geschlüpfte Küken wird vom Männchen für zwei bis drei Wochen bewacht und gehudert. Das Weibchen kehrt in dieser Zeit in der Regel täglich in die Brutkolonie zurück und versorgt das oder die Küken mit Futter. Die Küken bilden dann lose Jungvogelgruppen (in der Literatur auch häufig „Kindergärten“ genannt). In dieser Zeit füttern beide Elternvögel ihren Nachwuchs. 
Es wird maximal ein Jungvogel pro Gelege flügge, dabei handelt es sich normalerweise um den Jungvogel, der aus dem zweiten gelegten Ei schlüpft. Die Zahl der Brutpaare, die zwei Eier noch in der letzten Phase bebrüten, variiert pro Jahr zwischen 68 und 83 Prozent. Dort, wo zwei Jungvögel pro Gelege schlüpfen, stirbt einer der beiden Jungvögel gewöhnlich innerhalb der ersten sieben Tage. Jungvogel sind zum Zeitpunkt des Flügge-Werdens in der Regel 75 Tage alt.

## Bestand und Fressfeinde
Der Bestand wird derzeit von der IUCN auf 5.000 bis 6.000 geschlechtsreife Individuen geschätzt. Da nur sehr wenige historische Daten zur Verbreitung und zum Brutbestand vorliegen, lässt sich kein klarer Bestandstrend ermitteln. Hunde gelten als ein wesentlicher Störfaktor in den Kolonien. Ratten und die Wekaralle fressen Eier und Jungvögel. Der Einfluss der Wekarallen variiert je nach Standort der Kolonien. In einigen Kolonien werden 38 Prozent der Eiverluste auf diesen Vogel zurückgeführt. Zu den Fressfeinden der Dickschnabelpinguine zählen die neuseeländischen Seelöwen, neuseeländischen Seebären, Schwertwale sowie Haie.